# بيغ دادي كينسي
بيغ دادي كينسي (بالإنجليزية: Big Daddy Kinsey)‏ هو موسيقي ومغني وعازف قيثارة أمريكي، ولد في 18 مارس 1927 في مسيسيبي في الولايات المتحدة، وتوفي في 3 أبريل 2001 في غاري في الولايات المتحدة بسبب سرطان البروستاتا.

## وصلات خارجية
- بيغ دادي كينسي على موقع ميوزك برينز (الإنجليزية)
- بيغ دادي كينسي على موقع ميوزك برينز (الإنجليزية)
- بيغ دادي كينسي على موقع ديسكوغز (الإنجليزية)